# Maxim Sergejewitsch Maximow
Maxim Sergejewitsch Maximow (russisch Максим Сергеевич Максимов; * 4. November 1995 in Woronesch) ist ein russischer Fußballspieler.

## Karriere
Maximow begann seine Karriere beim FK Fakel Woronesch. Im Januar 2013 wechselte er nach Litauen zu Atlantas Klaipėda. In seine ersten Spielzeit kam er aber nicht zum Einsatz. Im März 2014 debütierte er dann in der A lyga. In der Saison 2014 kam er zu 15 Einsätzen, in denen er einmal traf. In der Saison 2015 erzielte er zehn Tore in 29 Saisonspielen. In der Spielzeit 2016 kam er zu 31 Einsätzen und machte wieder zehn Tore.
Zur Saison 2017 wechselte Maximow innerhalb der Liga zum FK Trakai. Trakai kam zu 16 Einsätzen, in denen er zehnmal traf. Im August 2017 wechselte der Stürmer nach Mazedonien zu Vardar Skopje. In Skopje absolvierte er bis zum Ende der Saison 2017/18 25 Partien in der Prva Makedonska Liga, in denen er achtmal traf. In der Saison 2018/19 kam er nur noch viermal zum Einsatz, ehe er dann im April 2019 nach Lettland zum FK RFS wechselte. Für die Letten spielte er viermal in der Virslīga.
Nach nur einem Monat in Riga wurde er im Mai 2017 allerdings von der FIFA für vier Monate gesperrt, da es beim Wechsel von Trakai nach Skopje grobe Unregelmäßigkeiten gab. Nach Ablauf der Sperre wechselte Maximox im August 2019 zurück in seine russische Heimat und schloss sich dem Zweitligisten Torpedo Moskau an. Für die Moskauer kam er bis zur Winterpause 2019/20 zu sechs Einsätzen in der Perwenstwo FNL, in denen er einmal traf. Im November 2019 wurde sein Vertrag bei Torpedo wieder aufgelöst.
Nach fast einem Jahr ohne Klub wechselte Maximow im Oktober 2020 zum Ligakonkurrenten FK Fakel Woronesch, bei dem er einst seine Karriere begonnen hatte. Für Fakel absolvierte er bis zum Ende der Saison 2020/21 23 Zweitligapartien, in denen er acht Tore machte. In der Saison 2021/22 erzielte er 22 Tore in 37 Saisonspielen, womit er Woronesch zum Aufstieg in die Premjer-Liga schoss und er selbst Torschützenkönig der FNL wurde. Im Juli 2022 gab er dann sein Debüt im russischen Oberhaus. In seiner ersten Spielzeit kam er zu 24 Einsätzen, in denen er viermal traf. In der Saison 2023/24 machte er zwei Tore in 21 Einsätzen.
Zur Saison 2024/25 kehrte Maximow zu Zweitligist Torpedo Moskau zurück.